# جون جود
جون جود (بالإنجليزية: John Judd)‏ (8 يونيو 1810 - 9 أبريل 1888 في المملكة المتحدة) هو لاعب كريكت بريطاني (وحمل سابقاً جنسية المملكة المتحدة لبريطانيا العظمى وأيرلندا).